# Élections municipales québécoises de 1982
Les élections municipales québécoises de 1982 sont les scrutins tenus le 14 novembre 1982 dans certaines municipalités du Québec. Elles permettent de déterminer les maires et/ou les conseillers de ces municipalités.
Les élections ont notamment lieu à Montréal